# Jack Ryan (sèrie de televisió)
Jack Ryan de Tom Clancy (també coneguda originalment com a Tom Clancy's Jack Ryan) és una sèrie de televisió web de suspens d'acció política estatunidenca. Està basada en personatges de la ficció Ryanverse creada per Carlton Cuse i Graham Roland, basada en els personatges creats per l'escriptor Tom Clancy. Es va estrenar oficialment el 31 d'agost de 2018 a Amazon Prime Vídeo.
L'abril de 2019, Amazon va renovar la sèrie per a la seva segona temporada que es va estrenar el 31 d'octubre de 2019. El febrer de 2020, Amazon va renovar la sèrie per a una tercera temporada, que es va estrenar el 21 de desembre de 2022. En aquest moment, la plataforma va oferir la versió doblada i subtitulada al català. El doblatge va ser produït per Deluxe Content Services i dirigit per Lara Ullod a partir de la traducció de Martí Mas. Compta amb les veus de Carles di Blasi (Jack Ryan), Noemí Bayarri (Elizabeth Wright), Santi Lorenz (James Greer), Victòria Pagès (Alena) i Alberto Mieza (Matice), entre d'altres.
El maig de 2022, abans de l'estrena de la tercera temporada, es va confirmar que la sèrie acabaria després de la seva quarta temporada, que s'estrenaria el 30 de juny de 2023. També es va anunciar que estava en desenvolupament una sèrie derivada que gira al voltant del personatge de Peña.

## Història
La sèrie segueix a Jack Ryan, que en la primera temporada és un destacat analista de la CIA que és assignat a una perillosa feina de camp per primera vegada. A mesura que Ryan va investigant, aviat descobreix un patró de comunicació terrorista que el posa en el centre d'un perillós joc amb una nova classe de terrorisme que amenaça amb la destrucció a escala global.
En la segona temporada ha de rastrejar un enviament potencialment sospitós d'armes il·legals en la jungla veneçolana, les seves accions amenacen de descobrir una conspiració de gran abast, que el porta a ell i als seus companys operatius en una missió que abasta tothom.

## Personatges

### Personatges principals
| Actor            | Personatge              | Doblatge en català | Ocupació |
| ---------------- | ----------------------- | ------------------ | --- |
| John Krasinski   | Jack Ryan               | Carles di Blasi    | Analista de la CIA |
| Wendell Pierce   | James Greer             | Santi Lorenz       | Director d'Intel·ligència de la CIA                                                                                            |
| Abbie Cornish    | Cathy Muller            | -                  | Doctora (especialitzada en malalties infeccioses)                                                                              |
| Ali Suliman      | Mousa bin Suleiman      |                    | Activista islàmic |
| Dina Shihabi     | Hanin Ali               |                    | Esposa de Suleiman |
| John Hoogenakker | Matice                  | Alberto Mieza      | Membre de les Black Ops de la CIA                                                                                              |
| Noomi Rapace     | Harriet "Harry" Baumann |                    | Agent del Servei Federal d'Intel·ligència alemany                                                                              |
| Jordi Mollà      | Nicolás Reyes           |                    | President de Veneçuela |
| Francisco Denis  | Miguel Ubarri           |                    | Assessor en cap del president Reyes i amic d'infància                                                                          |
| Cristina Umaña   | Gloria Bonalde          |                    | Principal candidat a les properes eleccions presidencials veneçolanes i dona del desaparegut ministre de l'Interior i Justícia |
| Jovan Adepo      | Marcus Bishop           |                    | Gripulant especial retirat de la Marina dels Estats Units                                                                      |
| Michael Kelly    | Mike November           |                    | Cap de la secció de la CIA a Veneçuela                                                                                         |
| Betty Gabriel    | Elizabeth Wright        |                    | |
| James Cosmo      | Luca                    |                    | |
| Peter Guinness   | Petr                    |                    | |
| Nina Hoss        | Alena                   |                    | |
| Alexei Mavelov   | Alexei                  |                    | |
| Michael Peña     | Domingo "Ding" Chavez   |                    | |

### Personatges recurrents
| Actor                       | Personatge          | Doblatge en català | Ocupació |
| --------------------------- | ------------------- | ------------------ | -------- |
| Benito Martinez             | Senator Jim Moreno  |                    |          |
| Karim Zein                  | Samir               |                    |          |
| Nadia Affolter              | Sara                |                    |          |
| Arpy Ayvazian               | Rama                |                    |          |
| Haaz Sleiman                | Ali bin Suleiman    |                    |          |
| Amir El-Masry               | Ibrahim             |                    |          |
| Goran Kostić                | Ansore Dudayev      |                    |          |
| Timothy Hutton              | Nathan Singer       |                    |          |
| Adam Bernett                | Patrick Klinghoffer |                    |          |
| Eileen Li                   | Noreen Yang         |                    |          |
| Mena Massoud                | Tarek Kassar        |                    |          |
| Zarif Kabier                | Jabir               |                    |          |
| Kamel Labroudi              | Yazid               |                    |          |
| Shadi Janho                 | Amer                |                    |          |
| Victoria Sanchez            | Layla Navarro       |                    |          |
| Matt McCoyDr.               | Daniel Nadler       |                    |          |
| Marie-Josée Croze           | Sandrine Arnaud     |                    |          |
| John Magaro                 | Victor Polizzi      |                    |          |
| Daniel Kash                 | Shelby Farnsworth   |                    |          |
| Jameel Khoury               | Al Radwan           |                    |          |
| Kenny Wong                  | Danny               |                    |          |
| Emmanuelle Lussier-Martinez | Teresa              |                    |          |
| Al Sapienza                 | Marcus Trent        |                    |          |
| Chadi Alhelou               | Fathi               |                    |          |
| Stephane Krau               | Bruno Cluzet        |                    |          |
| Yani Marin                  | Ava Garcia          |                    |          |
| Jonathan Bailey             | Lance Miller        |                    |          |
| Natalie Brown               | Rebecca             |                    |          |
| Blair Brown                 | Sue Joyce           |                    |          |
| Ron Canada                  | Bobby Vig           |                    |          |
| Youness Benzakour           | Ismail Ahmadi       |                    |          |
| Michael Gaston              | Andrew Pickett      |                    |          |
| Julianne Jain               | Marabel             |                    |          |
| Susan Misner                | Lisa Calabrese      |                    |          |
| Tom Wlaschiha               | Max Schenkel        |                    |          |
| Allan Hawco                 | Coyote              |                    |          |
| William Jackson Harper      | Xander              |                    |          |
| Arnold Vosloo               | Jost Van Der Byl    |                    |          |
| Michael O'Neill             | Senator Chapin      |                    |          |
| Iuri Bashkin                |                     | Toni Astigarraga   |          |

### Veus addicionals en català
El doblatge en català compta amb les veus addicionals de:
- Marta Barbarà
- David Brau
- Marc Torrents
- Isabel Valls
- Roser Vilches
- Núria Trifol
- Lara Ullod
- Jaume Villanueva
- Mark Ullod
- Pep Papell
- Toni Sevilla
- Miquel Bonet
- Luis Gustems
- Roger Vidal
- Gerard Clos
- Josep Maria Mas
- Oriol Rafel
- Eduard Doncos
- Daniel Romero
- Ferran Miquel Carnicero
- Domènec Farell
- Jessica Álvarez

## Episodis
La primera temporada està conformada per vuit episodis, d'aproximadament 50 minuts cadascun.

## Producció
La sèrie és una creació del guionista Carlton Cuse i de Graham Roland, en suport amb Platinum Dunes de Michael Bay, Skydance Mitjana i Paramount TV.
El 16 d'agost del 2016 Amazon Studios va anunciar que havia ordenat una sèrie de 10 episodis per a la primera temporada de la sèrie.
La sèrie compta amb la direcció de Patricia Riggen. El 6 de gener del 2017 es va anunciar que Morten Tyldum dirigiria l'episodi pilot de la sèrie. Al febrer del mateix any es va anunciar que Daniel Sackheim dirigiria diversos episodis de la sèrie i també participaria com a productor executiu.
Compta amb els guionistes Carlton Cuse, Graham Roland i Daria Polatin en base en els personatges de l'escriptor Tom Clancy.
En la producció disposa de Robert F. Phillips i José Luis Escolar, la producció executiva està a càrrec de Michael Bay, Daniel Sackheim, Carlton Cuse, Graham Roland, David Ellison, Andrew Form, Bradley Fuller, Dana Goldberg, Mace Neufeld, Marcy Ross i Lindsey Springer, al costat del productor de línia Ahmed Abounouom.
La cinematografia està sota el càrrec de Richard Rutkowski, mentre que l'edició és realitzada per Paul Trejo.